# Jean Léchelle
Pour les articles homonymes, voir Léchelle.
Jean Léchelle ou Leschelle, né le 2 avril 1760 à Puyréaux (Charente) et mort le 11 novembre 1793 à Nantes (Loire-Atlantique), est un général de la Révolution française qui a participé à la Guerre de Vendée.

## Biographie
Il sert au régiment de Rouergue de 1778 à 1788, avant de s'établir maître d'armes à Saintes. Lorsque la Révolution française éclate, il s'enrôle dans les gardes nationales de la Charente-Inférieure et il est élu lieutenant-colonel en premier du 1er bataillon de volontaires de la Charente le 17 octobre 1791.
Bien que dépourvu d'éducation, il est promu général de brigade le 17 août 1793. Protégé par Bouchotte, ministre de la Guerre, il est élevé le 30 septembre 1793 au grade de général de division et il prend le commandement en chef de l'armée de l'Ouest, regroupant l'armée des côtes de La Rochelle, l'armée de Mayence et les forces de Loire-Inférieure de l'armée des côtes de Brest. Ses troupes, qui incluent les généraux « mayençais » Kléber et Marceau, obtiennent des succès à Mortagne-sur-Sèvre et à la bataille de Cholet le 17 octobre ; se conformant aux instructions du comité de salut public et aux décrets de la Convention, il dévaste complètement les contrées traversées. Passé au nord de la Loire au cours de la Virée de Galerne, il est battu à la bataille d'Entrammes, près de Laval le 26 octobre où il perd plus de quatre mille hommes et toute son artillerie. Insulté par ses propres soldats, il est mis en accusation par les représentants en mission dans l'Ouest. Merlin de Thionville le fait arrêter et conduire à Nantes ; incarcéré, il meurt au bout de quelques jours, pour une raison mal éclaircie (chagrin ou suicide par poison).

## Regards contemporains
« Le Comité de salut public annonce Léchelle comme réunissant l'audace et les talents nécessaires pour terminer cette trop longue et trop cruelle guerre ; mais voici sans exagération le témoignage que lui doivent ceux qui l'ont connu et apprécié. Il était le plus lâche des soldats, le plus mauvais des officiers et le plus ignorant des chefs qu'on eût jamais vus. Il ne connaissait pas la carte, savait à peine écrire son nom et ne s'était pas une seule fois approché à la portée du canon des rebelles ; en un mot, rien ne pouvait être comparé à sa poltronnerie et à son ineptie, que son arrogance, sa brutalité et son entêtement. »

— Jean-Baptiste Kléber

## Source partielle
- « Jean Léchelle », dans Louis-Gabriel Michaud, Biographie universelle ancienne et moderne : histoire par ordre alphabétique de la vie publique et privée de tous les hommes avec la collaboration de plus de 300 savants et littérateurs français ou étrangers, 2e édition, 1843-1865 [détail de l’édition]
- Histoire de la Révolution française de Jules Michelet
- Pierre Gréau, La bataille d'Entrammes : 26 octobre 1793, Nantes/Laval, éditions Siloë, 2007, 140 p. (ISBN 978-2-84231-413-2)
- Pierre Gréau, La Virée de Galerne, Cholet, éditions Pays & Terroirs, 2012 (ISBN 978-2-7516-0286-3)
- Georges Six, Dictionnaire biographique des généraux & amiraux français de la Révolution et de l'Empire (1792-1814), Paris : Librairie G. Saffroy, 1934, 2 vol., p. 110